# Pseudagrion ungulatum
Pseudagrion ungulatum là một loài chuồn chuồn kim trong họ Coenagrionidae.
Pseudagrion ungulatum được miêu tả khoa học năm 1951 bởi Fraser.